# USAir-vlucht 427
USAir-vlucht 427 werd uitgevoerd met een vliegtuig van het type Boeing 737-3B7, dat op 8 september 1994 neerstortte tijdens een vlucht van O'Hare International Airport naar Pittsburgh International Airport. Alle 132 inzittenden kwamen om bij de crash.

## Het ongeluk
Het toestel werd die dag gevlogen door piloot Peter Germano en co-piloot Charles B. “Chuck” Emmett III. Het merendeel van de vlucht verliep zonder problemen. Tien kilometer voor het vliegveld kregen de piloten opeens problemen met de besturing. Het vliegtuig kwam in een daling terecht, en de piloten waren niet in staat het vliegtuig weer recht te trekken. Het vliegtuig stortte neer bij Hopewell Township, Beaver County, Pennsylvania.

## Onderzoek
Het onderzoek naar de ramp nam 4,5 jaar in beslag, en was daarmee het langst lopende onderzoek ooit in de luchtvaart. Uiteindelijk trok de National Transportation Safety Board de conclusie dat vlucht 427 een technisch mankement had aan het richtingsroer.
Al snel concludeerde de NTSB dat vlucht 427 niet het eerste toestel was die dit overkwam. In 1991 stortte United Airlines-vlucht 585 neer. Van dit ongeluk was de oorzaak lange tijd onbekend, maar door het onderzoek naar de crash van vlucht 427 kwam naar boven dat ook vlucht 585 met richtingsroerproblemen kampte. In 1996 was het weer raak. Toen dreigde Eastwind Airlines-vlucht 517 neer te storten, maar de piloten konden het toestel veilig aan de grond zetten.

## Nasleep
Als gevolg van het ongeluk kregen piloten training hoe ze om moesten gaan met besturingsproblemen bij een snelheid onder de 190 knopen (354 kilometer per uur). Aan de flightdatarecorder werden vier extra parameters toegevoegd die tijdens de vlucht in de gaten worden gehouden, waaronder de stand van het richtingsroer en de stuurcommando’s van de piloten.
Boeing paste het richtingsroersysteem van alle vliegtuigen aan.
427 is niet langer een vluchtnummer van US Airways.
Vlucht 427 was het tweede fatale ongeluk met een toestel van US Airways in amper zes maanden tijd (de eerste was USAir-vlucht 1016). Volgens sommigen heeft dit mede bijgedragen aan de financiële crisis waar USAir in 1994 in belandde.